# Gamla kyrkogården, Karlstad
Gamla kyrkogården är en kyrkogård i Karlstad, belägen i stadsdelarna Sundsta och Norrstrand. Den består av två delar: Västra och Östra kyrkogården, som delas av en gata.
Västra kyrkogården har byggts ut i fyra områden; A, B, C och D. A-området invigdes 5 maj 1800 av J. Branzell, vice pastor. 7 oktober 1838 invigde biskop Agardh, som även invigde Eda kyrka, B-området och vintergraven Meta. C-området invigdes även den av biskop Agardh i all hast 14 augusti 1853 när årets koleraepidemi bröt ut. 20 år senare invigdes D-området.

## Bilder

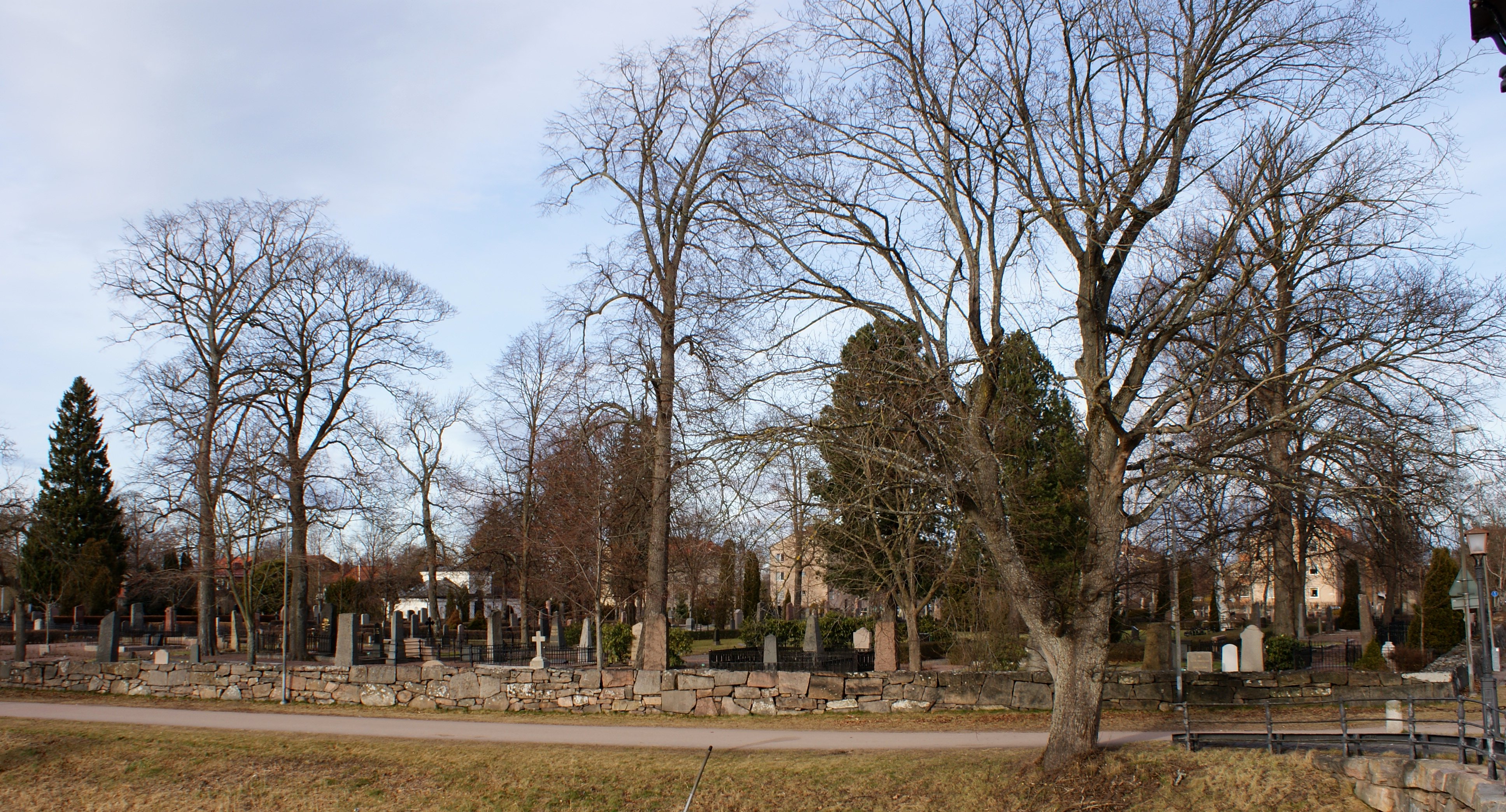
Västra kyrkogården sedd från Östra bron.
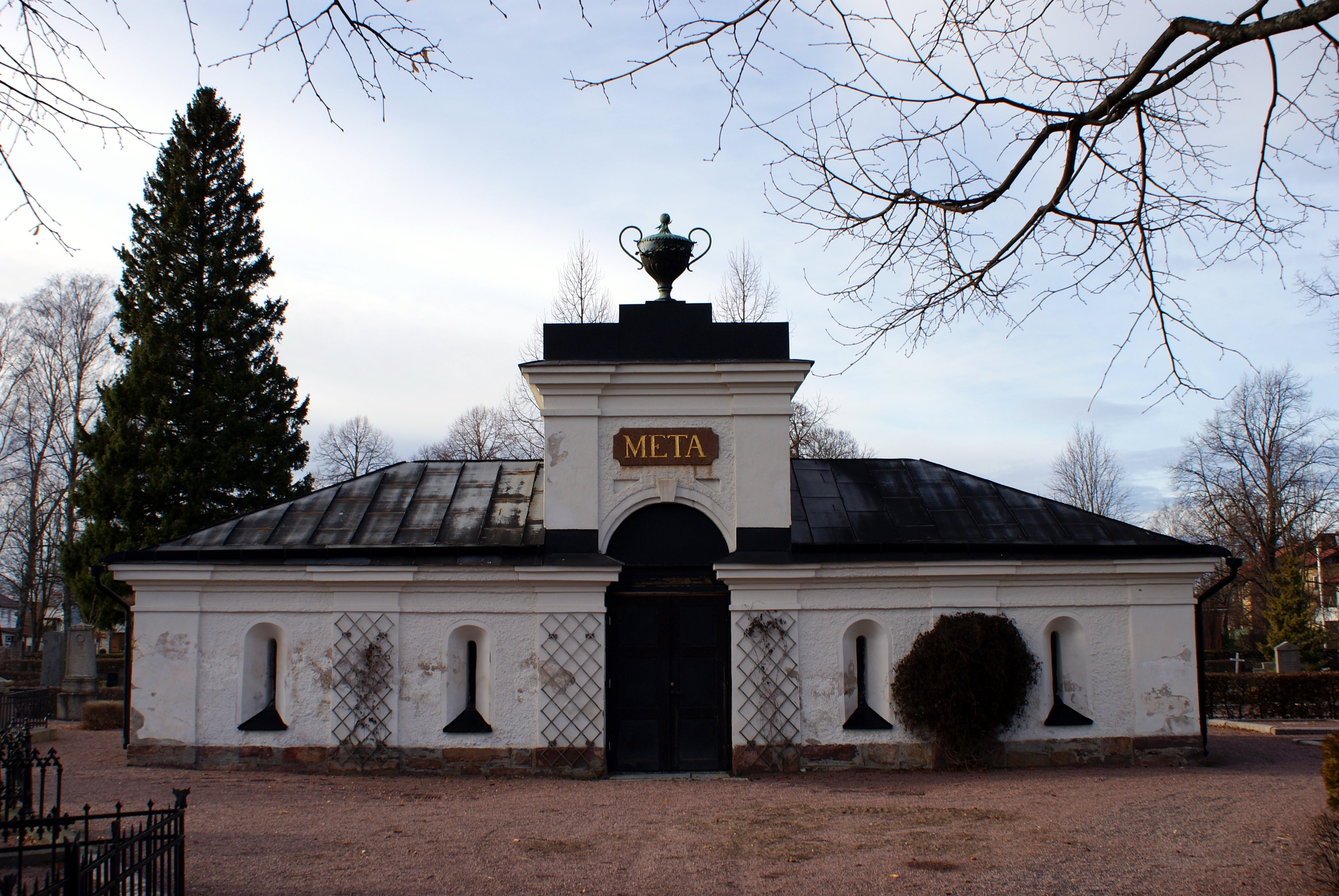
Vintergraven.
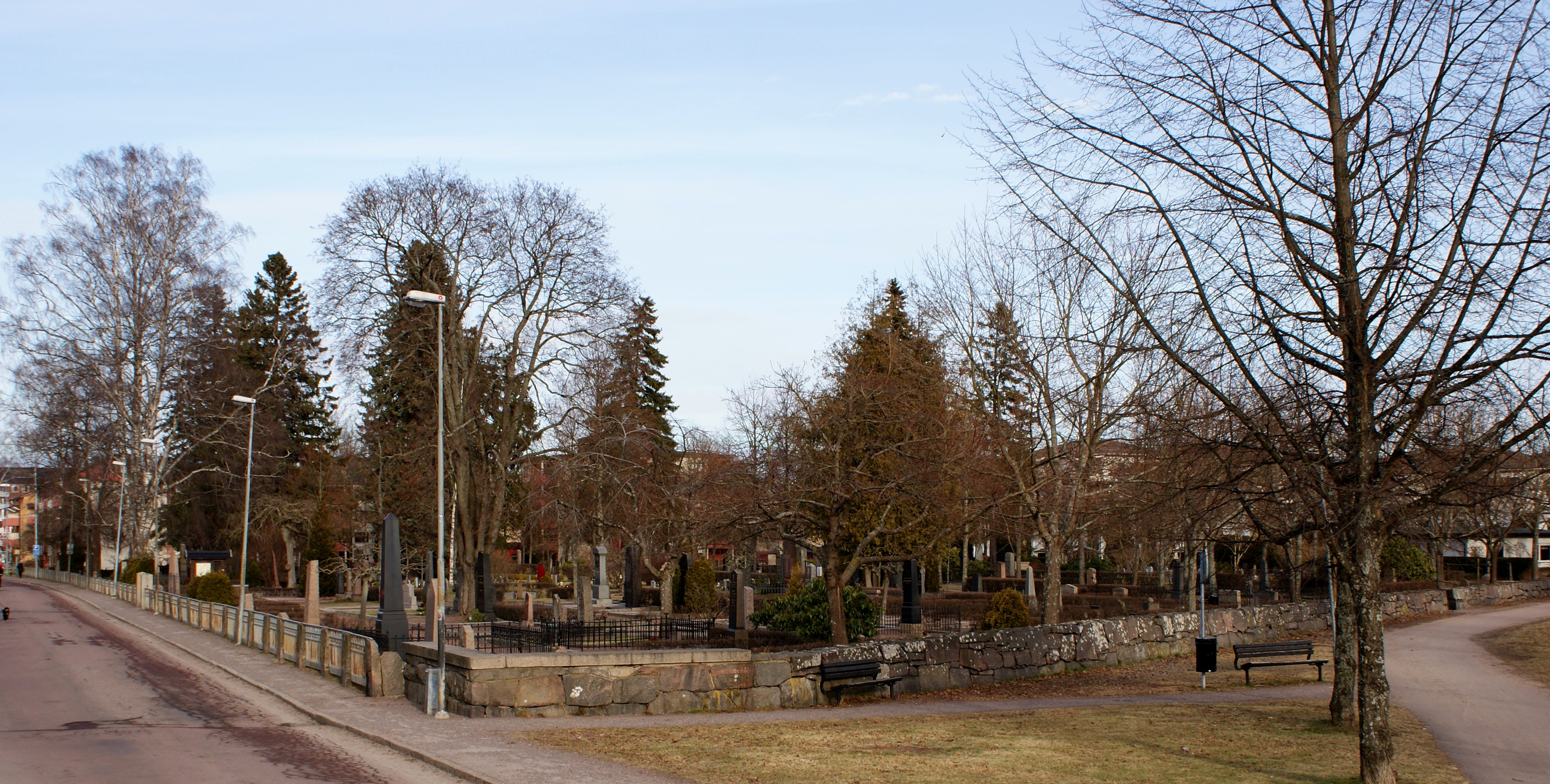
Östra kyrkogården sedd från Östra bron.
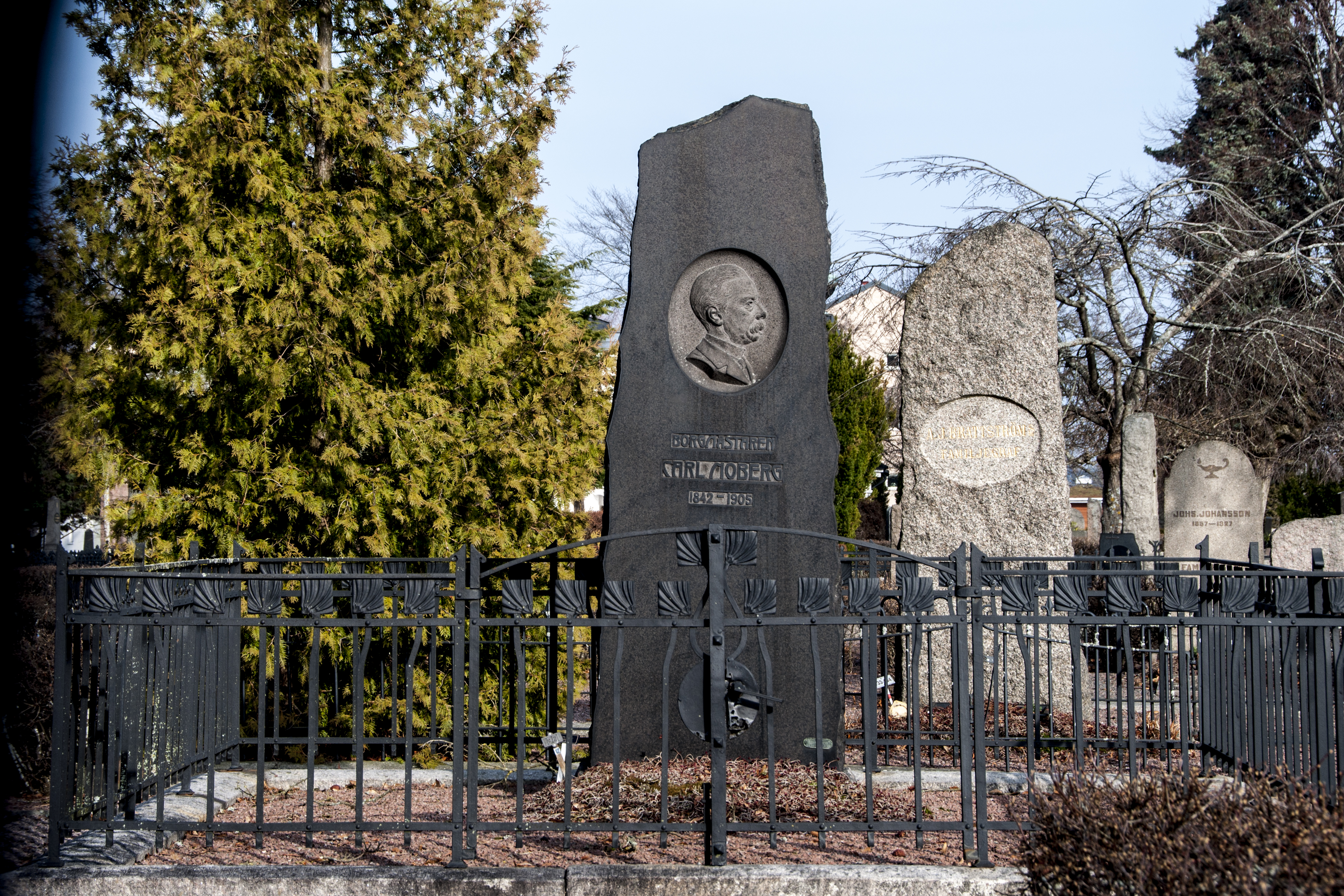
Carl Mobergs gravvård